# Diogo Cassels
Diogo Cassels (Massarelos, 3 de novembro de 1844 – 7 de novembro de 1923) foi um teólogo e pedagogo, notável por sua dedicação à educação e pela luta contra a pobreza. Sua vida foi marcada por um forte compromisso em valorizar as pessoas por meio da instrução escolar e moral/religiosa. Um verdadeiro empreendedor humanista, Cassels era amigo do povo e um exemplo de filantropia despretensiosa. Seu legado é digno de ser celebrado e mantido vivo, conforme o dito popular: "Mais que dar o peixe, ensinou a pescar."

## Biografia
Diogo Cassels nasceu em Massarelos, na cidade de Porto em 1844, sendo o primogênito de John Cassels (Castles). Era parte de uma família numerosa, com seis irmãos, incluindo William Wharton Cassels, e seis irmãs. Foi criado na cidade Porto e em Vila Nova de Gaia, seguindo mais tarde para Inglaterra onde estudou no Colégio de Repton. No entanto, devido a problemas de saúde, teve de abandonar os estudos aos 14 anos e retornar a Gaia, continuando depois durante algum tempo o estudo das línguas inglesa, francesa, latina, e grega, com professores particulares.
Ainda jovem, foi obrigado a deixar os estudos e começar a trabalhar para ajudar sua família. Tornou-se sócio da firma John Cassels (John Castles), fundada por seu pai. Após o falecimento de seu pai, assumiu a gerência da fábrica de estamparia da família, localizada em Mafamude. Esse período foi de intensa atividade, pois ele tinha a responsabilidade de sustentar sua mãe e seus dez irmãos. Anos depois, decidiu deixar a sociedade familiar e dedicar-se ao comércio, fundando a casa comercial James Cassels no Porto, que continua existindo, atualmente gerida por terceiros.
Estes acontecimentos da sua vida foram descritos por ele próprio, numa carta aos vilanovenses publicada no número 275 do periódico gaiense "A Igreja Lusitana".
Aos 24 anos, Diogo Cassels fundou a Escola do Torne, voltada para crianças de famílias pobres. Em 1885, fez o exame de magistério na escola normal do Porto, e em 1891 obteve o diploma de professor de instrução secundária. Em 1901, com o valor de um seguro de vida, fundou a Escola do Prado, onde lecionava e administrava com grande dedicação.
Ao longo de sua vida, Cassels dedicou-se incansavelmente à educação das classes mais humildes, estimulando a valorização dos sentimentos nobres que dignificam o ser humano. Ele utilizou grande parte de sua fortuna pessoal para financiar essa missão.
Em abril de 1908, a Liga Nacional de Instrução, em reconhecimento aos serviços prestados por Cassels no combate ao analfabetismo, concedeu-lhe o diploma de "benemérito da instrução."

## Homenagem da Câmara Municipal de Gaia
A Câmara Municipal de Gaia, na sessão do dia 20 de outubro de 1910, resolveu, por unanimidade (o que já tinha sido resolvido pela sessão transata) dar o nome de Diogo Cassels à antiga Rua do Torne, via central que atravessa a Avenida da República, ligando a Rua 14 de Outubro com a Rua do General Torres.

### Falecimento
Diogo Cassels faleceu em 7 de novembro de 1923, vítima de uma apoplexia súbita enquanto recebia um donativo para suas escolas, em um banco.
Ao tomar conhecimento de sua morte, a Câmara Municipal de Gaia se reuniu extraordinariamente e, em sua memória, instituiu dois prêmios de Esc. 100$00, denominados "Prêmio Diogo Cassels e Isabel Cassels," a serem distribuídos anualmente aos alunos mais destacados das escolas fundadas por ele.
No dia 10 de abril de 1924, foi inaugurado um monumento em sua homenagem no jardim-parque da Avenida da República, em Vila Nova de Gaia.